# ريح هوجاء

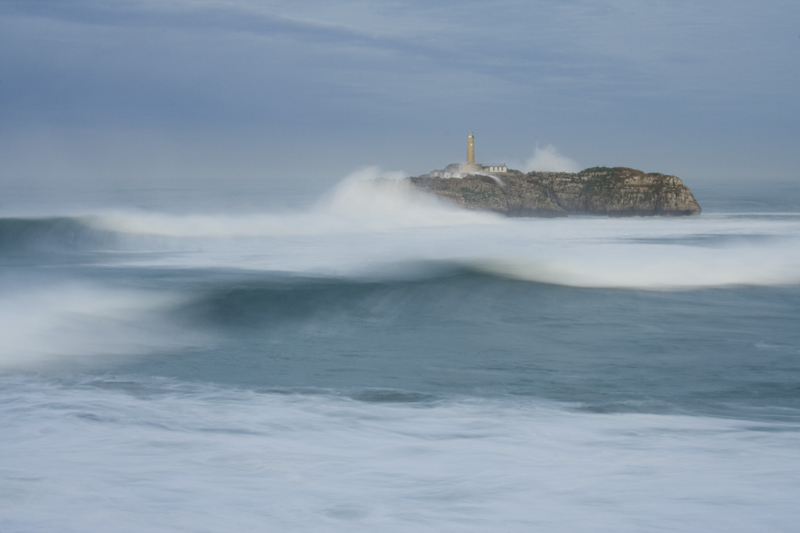

الريح الهوجاء هي رياح عالية السرعة.

## الهوجاء الاعتدالية
تحدث في الفترة القريبة من كل اعتدال، ومن خلال الرصدات التي قام بها «مانليG.Manley» خلال 52 سنة (1889م - 1940) لأواسط شهر أيلول، تبين أن الرياح الهوجاء حدثت في 31 سن من ال52 سنة، مع قمة تكرارها حوالي 20 أيلول، ولقد ارتفعت سرعة الرياح في يومي 16 و17 أيلول من عام 1935م إلى 158 كم/ساعة في منطقة كورنول البريطانية، وفي الأسبوع الأخير من شهر آذار حدثت رياح عاصفية شديدة، غير أن السبب في حدوث الرياح الهوجاء في مثل تلك الفترات لم يتوضح بدقة بعد.

## المصدر
- المعجم الجغرافي المناخي